# VRC-30
Escadron de soutien logistique de la flotte 30
Le Fleet Logistics Support Squadron 30 (FLELOGSUPPRON ou VRC-30), est un escadron de soutien logistique de l'US Navy stationné à la Naval Air Station North Island, en Californie, aux États-Unis. L'escadron a été créé en 1969 et est surnommé "Providers". Le VRC-30 est équipé du C-2 Greyhound et actuellement affecté au Carrier Air Wing Two à bord du porte-avions à propulsion nucléaire USS Carl Vinson (CVN-70). il est l'un des deux seuls escadrons logistiques actifs dans la Marine, l'autre étant le VRC-40.

## Origine
Le VRC-30 remonte à l'Air Transport Squadron Five (VR-5) qui a été créé le 24 juin 1943 à la base aéronavale de Seattle. L'escadron a été chargé de piloter le Douglas C-47 Skytrain, le Douglas C-54 Skymaster, le Beechcraft SNB Expeditor et le Noorduyn Norseman en service aérien régulier vers Seattle, Oakland, San Francisco, les îles Aléoutiennes, Fairbanks et Point Barrow en Alaska.
En 1948, le Naval Air Transportation Service et le Air Transport Command fusionnent et deviennent le Military Air Transport Service. Le VR-5 fut placé sous le commandement de la Fleet Logistics Support Wing, de l'United States Pacific Fleet.
En 1950, le VR-5 a déménagé au NAS Moffett  Federal Airfield, en Californie. Il a été mis hors service le 15 juillet 1957 en devenant le VR-21, avec des détachements au Naval Air Facility Atsugi, au Japon et à NAS North Island. Il fut le premier escadron à piloter des avions dédiés à au Carrier onboard delivery (COD), la version General Motors du bombardier torpilleur Grumman TBF Avenger de la Seconde Guerre mondiale.
En octobre 1966 le VR-30 est de nouveau établi et il est redésigné VRC-30 le 1er octobre 1978.

## Galerie
|                             |
| Greyhound du VRC-30 en 2010 |

|                  |
| Greyhound en vol |